# Бровари
Бровари (укр. Броварі) — село в Каменец-Подольском районе Хмельницкой области Украины.
Население по переписи 2001 года составляло 216 человек. Почтовый индекс — 32356. Телефонный код — 3849. Занимает площадь 1,445 км².

## Местный совет
32356, Хмельницкая обл., Каменец-Подольский р-н, с. Деревянное, ул. Ленина, 1